# Mößlitz
Mößlitz ist einer der 18 Orte, die gemeinsam die Stadt Zörbig bilden. Es liegt im Süden Sachsen-Anhalts zwischen Bitterfeld und Köthen und hat 54 (2015) Einwohner.

## Geschichte
Mößlitz wurde erstmals 1692 urkundlich als Rittergut Mößlitz erwähnt. Bis in das erste Jahrzehnt des 20. Jahrhunderts wurde das Gut rein landwirtschaftlich genutzt, die ältesten noch heute erhaltenen Gebäude stammen aus der Zeit um 1800: die ältere Bausubstanz war 1741 einem Brand zum Opfer gefallen. Als zentraler Blickpunkt der symmetrischen Anlage wurde um 1830 das vom spätklassizistischen Stil geprägte Gutshaus erbaut, an das sich im Norden der Gutspark und Wiesen anschließen. Mößlitz gehörte bis 1815 zum kursächsischen Amt Zörbig. Durch die Beschlüsse des Wiener Kongresses kam der Ort zu Preußen und wurde 1816 dem Landkreis Bitterfeld im Regierungsbezirk Merseburg der Provinz Sachsen zugeteilt, zu dem er bis 1944 gehörte.
1924 wurde das Gebäude nach einigen An- und Umbauten nach Plänen des Architekten Paul Schultze-Naumburg ein Sanatorium für Morphin- und Alkoholabhängige.
Die Klinik existierte nicht lange. 1927 wurde das Gut an den Allgemeinen Hannoverschen Klosterfonds verkauft. Der neue Pächter des Gutes, die Universität Halle, richtete 1943 unter der Leitung von Professor Roemer ein agrarwissenschaftliches Versuchsgut ein. Die Forschungen wurden nach dem Krieg fortgesetzt. 1958 wurde das Gelände zum Volkseigentum erklärt. Die Universität ist weiterhin Nutzer, der größte Teil der Flächen wird jedoch als Volksgut bewirtschaftet. Aus den agrarwissenschaftlichen Forschungen der Universität entwickelt sich die Zweigstelle Mößlitz des Institutes für Kartoffelzüchtung Groß-Lüsewitz, nun allerdings der Akademie der Landwirtschaftswissenschaften der DDR zugehörig. Alle übrigen Flächen und Gebäude werden von der LPG Pflanzenproduktion Zörbig übernommen und genutzt.
Trotz der langen und abwechslungsreichen Geschichte hat Mößlitz bis heute den Charakter des ehemaligen Rittergutes bewahrt. Das Ortsbild ist wenig verändert worden.
Bedingt durch die jüngere Geschichte und den erfolgten Umstrukturierungsprozess in der Landwirtschaft sind für die nicht mehr benötigten Gebäude und Anlagen neue Nutzungen zu finden. Durch eine den heutigen Erfordernissen entsprechende Erschließung und Schaffung von Arbeitsmöglichkeiten ist dem Dorf und damit einem ländlichen Raum eine neue Perspektive zu geben.

## Förderverein Gut Mößlitz
Die Verwaltungsgemeinschaft Zörbig hat es sich daher zum Ziel gestellt, der entstandenen arbeitsmarktpolitischen Situation durch eigene Initiativen entgegenzuwirken.
Anfang des Jahres 1996 wurde der Förderverein Gut Mößlitz gegründet. Seine Ziele sind: Langzeitarbeitslosen, unter besonderer Berücksichtigung von Frauen, Jugendlichen und sozial Benachteiligten, eine Bildung und Qualifizierung zu ermöglichen, Hilfe zur Selbsthilfe zu vermitteln, Bildungs- und Freizeitangebote für Kinder, Jugendliche und Erwachsene zu schaffen und vielfältige Dienstleistungen im Naturschutz- und Umweltbereich anzubieten. Vor allem im ländlichen Raum fehlt es an entsprechenden Bildungs- und Freizeitangeboten. Auch für Kinder und Jugendliche in den nahen Ballungsgebieten wird ein Bereich für Naturerlebnisse geboten.
So sind vom Förderverein umsetzbare Konzepte für Erlebniswochen bzw. -tage im Rahmen von Ökocamps und Projekttagen und -wochen für Kindergärten, Grund- und Sekundarschulen unter besonderer Berücksichtigung der Umwelt und Lebensgewohnheiten im ländlichen Raum erarbeitet worden und werden vom Verein durchgeführt. Ein weiteres zurzeit in Umsetzung befindliches Projekt sind Ferien für sozial schwache Kinder bzw. sozial schwache Familien.
Seit dem 30. Juni 2001 befindet sich zudem auf dem Gut eine Wetterstation, die stündlich Daten an das Wetterstudio Ost in Oderwitz liefert, die dort zur Berechnung der Wettervorhersagen genutzt werden. Neben der automatischen Funktion der Wetterstation zeichnet sich aber auch eine wachsende Bedeutung für die Region ab. Zahlreiche Schulklassen besuchten die Station bereits zu einer „kleinen Wetter-kunde“.
Die so angestrebte wirtschaftliche und kulturelle Neubelebung des ländlichen Raumes hat bisher in der Region viele Befürworter und Förderer gefunden.